# تلمزون المركز (تيلمزون)
تلمزون المركز هي إحدى مشيخات المملكة المغربية، تتبع جغرافيا لإقليم طانطان وإداريًا لتيلمزون. يقدر عدد سكانها بـ 446 نسمة حسب الإحصاء الرسمي للسكان والسكنى لسنة 2004.